# Marcipa magniplaga
Marcipa magniplaga là một loài bướm đêm trong họ Erebidae.